# Балајос
Балајос (лат. Ballaios) је био илирски владар с краја II века п. н. е. (Око 190-175/168. године п. н. е.).
Његов претходник краљ Илирије, Генције, који је заправо био и последњи краљ Илирије, је поражен од стране Римљана 168. п. н. е. и одведен у Рим. Иако улога коју је Балајос имао у Илирији после Генција није јасна, треба веровати да је подржавао римске интересе у региону. Пронађен је велики број металних новчића, највише бронзаних и неколико сребрних, са Балајосевим ликом што упућује на претпоставку да је био веома утицајан. Ковање новца указује на економску и политичку стабилност Балајосове владавине.
Генцијева престоница Скадар је претворена у седиште нове римске провинције Илирикум а Балајос је владао са острва Хвара у Јадранском мору или Рхизона (Рисан у Црној Гори, бившег уточишта илирске краљице Теуте, где се она склонила након пораза у првом римско-илирском рату око 228. п. н. е.
Балајосеви новчићи су пронађени на Хвару и у Рисну. Новчићи са Хвара немају натпис са титулом краља за разлику од оних из Рисна. И у долини реке Неретве које је насељавало илирско племе Даорси, у њиховом граду Даорсон, откривена је ковница са алатом и 39 различитих новчића. Двадесет девет од њих носи лик краља Балајоса. Неколико примерака је нађено и у Италији; на Тремитима и Апулији.
Упркос Балајасовој активности везаној за новац, нема других доказа који би потврдили његову улогу коју је имао у илирским крајевима. На неколико пронађених примерака новчића налази се утиснут штит на једној страни те летећи коњ Пегаз, митолошко биће, и слова „Б“, „А“ и „Л“, са друге стране. У датом времену и подручју, поједини градови ковали су свој новац у Македонији. Тако је и Генције ковао свој новац тамо. Међутим, наведена три слова се не могу повезати ни са једним градом, владарем, племеном или народом осим имена Балајоса. Други примерци новчића носе пуно име Балајоса и његов лик.
У јуну 2010. на локалитету Царине у Рисну, откривено је 4600 металних новчића краља Балајоса, смештених у посуди сличној лонцу.